# Regne de Denanke
L' Imperi del Gran Ful, també conegut com el Regne de Denanke o Regne Denianke, fou un regne pre-islàmic pulaar del Senegal, el qual va dominar la regió de Futa Toro. La seva població va dominar als seus veïns a través de l'ús de cavalleria i va lliurar guerres contra els imperis Mali i Songhai.

## Tenguella (1490-1512)
L'estat va començar com a emigració violenta del nòmades ful de Futa Djallon cap al riu Gàmbia dirigits per Tenguella, el seu primer rei o "manga" (rei), el 1490. El seu atac va anar dirigit contra les províncies atlàntiques restants de l'Imperi de Mali. Encara que sense una seu fixa, Tenguella va augmentar posteriorment els seus dominis tant que va ser anomenat com el "Gran rei del Fuls" o el "Gran Ful" en documents portuguesos d'aquest període. Del Gàmbia va dirigir les seves forces cap al nord-est forces contra el creixent Imperi Songhai on va ser derrotat i mort el 1512. Després, el poder va ser passat al seu fill, Koli Tenguella.

## Koli Tenguella (1512-1537)
Koli Tenguella va redirigir les seves forces militars lluny de Songhai, cap a l'Imperi Jolof, amb gran èxit. El creixement de l'imperi de Gran Ful va provocar l'enfonsament del Jolof en diversos regnes enfrontats. Això va ser seguit per atacs cap a les mines d'or de Mali, que va resultar en una altra derrota seriosa pels fuls. Koli va morir el 1537. Per llavors, una capital fixa havia estat establerta a Anyam-Godo en el que és avui dia la regió de Futa Toro al Senegal.

## Els successors
El manga que van seguir a Koli Tengella foren tots descendents d'ell i portaven el nom de Denyanke o Negar Kobe. Van continuar sent un poder important en la regió que van governar com monarques animistes sobre una població cada cop més islamitzada. Fins a quinze reis sense nom individual van governar entre 1538 i 1765 quan va pujar al tron el darrer rei Sulu-Budu. A la meitat del segle xvii l'imamat amazic de Naser al-Din va conquerir molts territoris del regne però les conquestes no van subsistir. La dinastia del país fou anomenada Denianke i l'estat fou conegut com a regne de Denanke. Sule-Budu fou enderrocat per la gihad que va formar l'imamat de Futa Toro dirigit per Abd al-Kadir Toorodi el 1776 iniciant una era contínua govern musulmà ful sobre la regió.

## Reis (mangaosili tigi)
- Dengella Koli I (1513–1535)
- Dengella Koli II (1535–1538)
- 15 reis de nom desconegut (1538–1765)
- Sule-Budu (1765–1776)